# Sporotrichum flavissimum
Sporotrichum flavissimum är en svampart som beskrevs av Link 1816. Sporotrichum flavissimum ingår i släktet Sporotrichum och familjen Fomitopsidaceae.   Inga underarter finns listade i Catalogue of Life.